# Joaquim Ruivo
Joaquim José Pereira Ruivo (Leiria, 22 de janeiro de 1959), é um professor de História, Licenciado pela Faculdade de Letras da Universidade de Coimbra, director do Mosteiro da Batalha (Direção-Geral do Património Cultural) e presidente da Assembleia Municipal da Câmara Municipal da Batalha.
Pós-graduado em «Dinâmicas Religiosas no Mundo Contemporâneo» pelo Instituto de Ciências Sociais e Humanas da Universidade de Lisboa , exerceu diversos cargos de âmbito pedagógico e administrativo. Foi presidente de direcção de associações de defesa do património, associações culturais e cívicas, entre as quais: membro da Direção do Orfeão de Leiria, foi presidente de Direção do Centro de Património da Estremadura (CEPAE) (de 2006 a 2012), membro da Direção da Associação de Desenvolvimento da Alta Estremadura (ADAE) e presidente da Assembleia-Geral da Amnistia Internacional – Portugal.
Em 2023 foi condecorado pela Embaixadora da Roménia em Portugal, Ioana Bivolaru, a Ordem de Mérito Cultural, na classificação de Cavaleiro, atribuída pelo Presidente da Roménia, Klaus Iohannis. 